# Weź Tubę na próbę
Weź Tubę na próbę (ang. Made... The Movie) – kanadyjski film familijny wyprodukowany przez E1 Entertainment oraz One Louder Productions.

## Fabuła
Szesnastoletnia Tuba (Cyrina Fiallo), gdy była mała, pragnęła zostać cheerleaderką. Pomimo upływu lat nadal chciała spełnić swoje marzenie. Gdy zapisuje się do konkursu na nową cheerleaderkę, kapitan drużyny (i dziewczyna jej brata Marshalla) Andi, próbuje zniechęcić Tubę, zadając jej trudne zadania, tj. mordercze treningi, zmianę stylu. Podczas spędzania razem czasu Tuba i Andi zaprzyjaźniają się. Jednak przez przyjaźń Tuby Andi staje się coraz mniej popularna. Tuba bez Andi nie poradzi sobie w konkursie, gdyż nie ma nic poza wytrwałością.

## Obsada
- Cyrina Fiallo jako Tuba
- Rachel Skarsten jako Andi
- Ashley Leggat jako Tiffany
- Brett Dier jako Marshall
- Stacey Farber jako Emerson
- Marline Yan jako Kitty
- Kyle Kass jako Tyce
- Tori Barban jako młoda Tuba
- Brittany Bristow jako Charlotte
- Robin Brûlé jako mama Tuby
- Murray Furrow jako pan Russki
- Jacob Neayem jako Oscar
- Clara Pasieka jako Jenna
- Reiya West Downs jako Annabelle
- Riele West Downs jako Karinna

## Wersja polska
Wersja polska: SDI Media Polska

Reżyseria: Wojciech Paszkowski

Dialogi: Aleksander Jaworowski

Dźwięk i montaż: Ilona Czech-Kłoczewska

Wystąpili:
- Agata Góral – Tuba
- Marzena Górska – Andi
- Zofia Jaworowska – Tiffany
- Kaja Mianowana
- Grzegorz Kwiecień – Marshall
- Kamil Siegmund – Tyce
- Agnieszka Mrozińska – Kitty
- Milena Suszyńska
- Piotr Kozłowski – Dyrektor
- Wojciech Paszkowski – Tata Tuby
- Mateusz Narloch – Oscar
- Julita Kożuszek
- Julia Hertmanowska
- Natalia Jankiewicz
- Karolina Kocberska
- Joanna Kopiec
- Mirosława Krajewska
- Dominika Paszkowska
- Joanna Węgrzynowska-Cybińska
- Piotr Bajtlik – Wymiotujący chłopak
- Paweł Ciołkosz
- Adam Pluciński

Lektor: Artur Kaczmarski